# UNKNOWN (漫画)
『UNKNOWN』（アンノウン）は、𠮷村旋による日本の漫画。スクウェア・エニックスの『月刊少年ガンガン』にて2013年4月号から2014年10月号まで連載された。

## 登場人物
オックス

イワン

セト

ノア

## 用語
神の知恵（アンノウン）
| 番号 | 名前                       | 方法                                                   | 事象                                                                             | 保持者         | 初登場 |
| ---- | -------------------------- | ------------------------------------------------------ | -------------------------------------------------------------------------------- | -------------- | ------ |
| 第1  | ゼウス                     | 不明                                                   | 不明                                                                             | イブリース帝王 | -      |
| 第5  | 予神の救済（アポロン）     | 意識的に自然治癒を行う                                 | 急激に身体の組織を分裂・再生し、失った器官を元の形状にまで修復する               | イワン         | 第1話  |
| 第25 | 魅神の微笑（エロス）       | 12人の生娘を犠（いけにえ）に、その血を混ぜ合わせ飲む   | 様々な魅力を取り入れ、再び泪として体外に出し、口にした異性を本能の内から虜にする | イザベラの執事 | 第3話  |
| 第37 | 極神の導き（コイオス）     | 体を鋼の如く硬直させ、南北へ体を三日三晩向ける         | 磁力を思うがままに操る力を得る                                                   | G・ライズマン  | 第1話  |
| 第41 | 不朽の女神（テティス）     | 全ての息を吐き出した後、もう一度体内から呼気を生成する | 吐息は万物の腐敗を抑止する                                                       | フォック       | 第2話  |
| 第50 | ヒュペリオン               | 不明                                                   | 不明                                                                             | 不明           | -      |
| 第54 | へべ                       | 不明                                                   | 不明                                                                             | 不明           | -      |
| 第58 | 記神の綴り（ムネモシュネ） | 対象の額に触れる                                       | 細胞を液状化し脳内に侵入し、記憶ごと知恵を抜き取る                               | イワン         | 第1話  |
| 第60 | ポイベ                     | 不明                                                   | 不明                                                                             | 不明           | -      |
| 第65 | 英雄の翼（イカロス）       | 地面を歩くのに同じ                                     | 空気中の粒子を踏み台に歩行する                                                   | イワン         | 第1話  |
| 第77 | メデューサ                 | 不明                                                   | 不明                                                                             | 不明           | -      |

## 書誌情報
- 𠮷村旋 『UNKNOWN』 スクウェア・エニックス 〈ガンガンコミックス〉、全4巻
  1. 2013年9月21日発売、ISBN 978-4-7575-4061-3
  2. 2014年2月22日発売、ISBN 978-4-7575-4221-1
  3. 2014年7月22日発売、ISBN 978-4-7575-4349-2
  4. 2014年11月22日発売、ISBN 978-4-7575-4492-5